# Historia del tenis
El deporte popularmente conocido en la actualidad como tenis, tuvo sus orígenes en Inglaterra, aunque también se apunta como su posible origen el norte de Francia en el siglo XII. La discrepancia principal radica en que, durante tal siglo la pelota era golpeada con la mano, en lugar de una raqueta, por lo que recibía el nombre de juego de palma (jeu de paume). No fue hasta principios del siglo XVI que se comenzó a utilizar una raqueta de madera en lugar de las manos, entonces recibió el nombre de tenis. 
La Copa Davis, una disputa anual entre los equipos nacionales masculinos, se remonta a 1900. La competencia similar para los equipos femeninos nacionales, la Copa Fed, fue fundada como la Copa Federación en 1963 para celebrar el 50 aniversario de la fundación de la ITF, conocida también como la Federación Internacional de Tenis.
En 1926, el promotor C. C. Pyle estableció la primera gira profesional de tenis con un grupo de jugadores estadounidenses y franceses que jugaron partidos de exhibición para un público que pagó por las entradas. Los más destacados entre estos primeros profesionales fueron el estadounidense Vinnie Richards y la francesa Suzanne Lenglen. Una vez que un jugador se convertía en profesional, ya no podía competir en los torneos amateur. 
En 1968, las presiones comerciales y los rumores de que algunos amateurs recibían dinero a escondidas, llevaron al abandono de la distinción entre jugadores profesionales y aficionados, inaugurando la Era Abierta, en la que todos los jugadores podían competir en todos los torneos, y los mejores consiguieron vivir del tenis. Con el comienzo de la Era Abierta, el establecimiento de un circuito internacional de tenis profesional y los ingresos provenientes de la venta de derechos de televisación, la popularidad del tenis se ha extendido por todo el mundo y ha logrado despojarse de su imagen de deporte para clases altas de habla anglosajona (aunque se reconoce que este estereotipo aún existe)

## Etimología
La palabra tennis comenzó a utilizarse en inglés hacia mitad del siglo XIII, proveniente del francés antiguo, a través del término [[]] Tenez, que puede ser traducido como «¡agarre!», «¡reciba!» o «¡tome!». Un aviso de parte de quien sirve hacia su oponente para indicarle que está a punto de hacerlo. El primer uso documentado del vocablo en inglés se debe al poeta John Gower, en su poema titulado In Praise of Peace dedicado al rey Enrique IV de Inglaterra y compuesto en 1400: Of the tenetz to winne or lese a chase, Mai no lif wite er that the bal be ronne («Aunque una carrera sea perdida o ganada en el tenis, Nadie puede saberlo hasta que la pelota se echa a rodar»). Por otra parte, en un texto en latín del obispo de Exeter Edmund Lacy, en 1451, se amenazaba con la excomunión a quienes jugaran al tenys tras un partido entre novicios con jóvenes de un pueblo que acabó no muy bien porque ese tenys se jugaba sin red y con alguna violencia y contacto físico.

## Orígenes reales

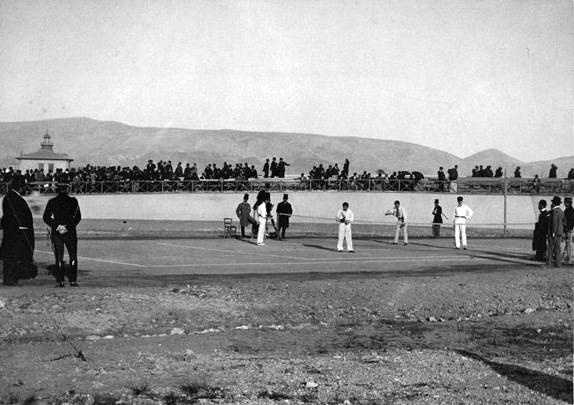
Final de dobles de tenis en los Juegos Olímpicos de 1896.

El tenis es mencionado en la literatura que data incluso de la Edad Media. En The Second Shepherds Play (c. 1500), los pastores tienen tres regalos para el Cristo recién nacido, incluyendo una pelota de tenis. Sir Gawain, un caballero de la Mesa Redonda del rey Arturo, jugaba al tenis contra un grupo de 17 gigantes en The Turke and Gowin (c. 1500).

### Tenis real
La forma medieval del tenis es conocida con el nombre de tenis real. El tenis real evolucionó durante tres siglos a partir de un juego de pelota jugado cerca del siglo XII en Francia. Este tenía algunas similitudes con los juegos de palla, fives, pelota vasca y handball, que incluían golpear una pelota solamente con la mano y, más adelante, con un guante. Una teoría es que era jugado por monjes en los monasterios de clausura, basados en la construcción y apariencia de canchas tempranas, algunas de las cuales eran de pasto. Para el siglo XVI, el guante se había convertido en una raqueta, el juego había sido llevado a un área de juego cerrada, y las reglas se habían establecido. El tenis real expandió su popularidad por toda la realeza de Europa, llegando a su cima en el siglo XVI.
Francisco I de Francia (1515-47) fue un jugador entusiasta y promotor del tenis real, construyendo canchas y alentando a jugar a cortesanos y plebeyos. Su sucesor, Enrique II (1547-59) también fue un excelente jugador y continuó con la tradición real francesa. En 1555 un cura italiano, Antonio Scaino da Salothe, escribió el primer libro conocido sobre el tenis, Tratatto del Giuoco della Palla. Dos reyes franceses murieron en episodios relacionados con el tenis - Luis X de un resfrío severo tras haber jugado y Carlos VIII tras haberse golpeado la cabeza durante un partido. El rey Carlos IX le otorgó un estatuto a la Corporación de Profesionales del Tenis en 1571, creando el primer 'tour' de tenis, estableciendo tres niveles de profesionalismo: aprendiz, asociado y máster. Un profesional llamado Forbet escribió y publicó la primera codificación de las reglas en 1599.

## Historia
Entre 1859 y 1865, Harry Gem y su amigo Augurio Perera desarrollaron un juego que combinaba elementos de la raqueta (esta palabra puede surgir del vocablo árabe rahat, que quiere decir «palma de la mano») y la pelota del juego de la pelota vasca, que se jugaba en la cancha de cricket Perera en Birmingham, Reino Unido. En 1872, ambos se mudaron a Leamington Spa. En 1884, junto con dos médicos locales, fundaron el primer club de tenis, el Leamington Tennis Club.
En diciembre de 1873, el Mayor Walter Wingfield Clopton diseñó y patentó un juego similar al que se había practicado en China más de 2000 años atrás y sobre la base de algunas reglas del juego de Bádminton - al que llamó Sphairistikè (en griego: σφάίρίστική, que en griego antiguo significa «habilidad para jugar a la pelota»), y pronto fue conocido simplemente como «pegajoso» - para la diversión de sus invitados en una fiesta en su hacienda de Nantclwyd, en Llanelidan, Gales. Él parece haber basado su juego en el deporte en evolución conocido como tenis al aire libre, que incluía al tenis real. Según algunos historiadores de tenis, mucha de la terminología del tenis también se deriva de este periodo, debido a que Wingfield tomó prestado el nombre y gran parte del vocabulario francés de tenis real y los aplicó a su nuevo juego. El primer campeonato de Wimbledon, en Londres, se disputó en 1877. Este campeonato sirvió para dar por terminado el debate significativo sobre la manera de normalizar las reglas. A fines del S. XIX, las colonias británicas rápidamente fueron incorporando el tenis a sus actividades deportivas.
En 1874 María Ewing Outerbridge, de la alta sociedad joven de los Estados Unidos, viajó a las Bermudas donde conoció a uno de los hombres del mayor Wingfield, que había llevado el juego y el equipamiento hasta ese lugar. De regreso en su casa, colocó una pista de tenis en el Club de Cricket de Staten Island en New Brighton, Nueva York. La ubicación exacta del club era en la actual terminal de Ferry de Staten Island. En 1880 se jugó allí el primer Torneo Nacional Estadounidense. Un inglés llamado O.E. Woodhouse ganó el partido de individuales. También hubo un partido de dobles que fue ganado por una pareja local. Había reglas diferentes en cada club. La pelota en Boston era más grande que la que normalmente se utilizaba en Nueva York. El 21 de mayo de 1881, la United States National Lawn Tennis Association (ahora la United States Tennis Association) fue creada para homogeneizar las normas y organizar competiciones. El U.S. National Men's Singles Championship, ahora el Abierto de Estados Unidos, se celebró por primera vez en 1881 en Newport, Rhode Island. El U.S. National Women's Singles Championship, es decir, el campeonato de mujeres, se celebró por primera vez en 1887. 
Aunque era un deporte donde predominaba el habla inglesa y quienes lo dominaban eran de Inglaterra y Estados Unidos, el tenis fue también muy popular en Francia, donde el Torneo de Roland Garros comenzó a jugarse en 1891. Este torneo no fue reconocido como un Grand Slam hasta que fue abierto a participantes de todas las nacionalidades en 1925.
Las cuatro competiciones más importantes en el circuito son Wimbledon, el Abierto de EE. UU., el Abierto de Francia, y el Abierto de Australia (que data de 1905). En conjunto, estos cuatro eventos se llaman las Grandes Ligas o Slams (un término tomado del béisbol).
Las normas promulgadas globalmente en 1924 por el International Lawn Tennis Federation, ahora se conoce como la Federación Internacional de Tenis, se han mantenido notablemente estables en los siguientes noventa años. El cambio principal ocurrido en esos años fue la adición del sistema de muerte súbita diseñado por James Van Alen. Después de los Juegos Olímpicos de 1924, el tenis fue retirado de esta competencia, pero regresó 60 años más tarde en formato de exhibición sub-21 en 1984. Este reintegro fue posible por los esfuerzos realizados por el entonces presidente de la ITF Philippe Chatrier, el Secretario General de la ITF, David Gray y el vicepresidente Pablo Llorens, y contó con el apoyo del presidente del COI Juan Antonio Samaranch. El éxito del evento fue abrumador y el COI decidió reintroducir al tenis como un deporte de medallas en Seúl 1988.

## Inicios del profesionalismo
Desde 1970 empezaron a aparecer torneos solamente para tenistas profesionales, incluidos tres Grand Slams: el United States Professional Tennis Championship, el Championnat international de France Professionnel y el Wembley Championship.

## Era abierta

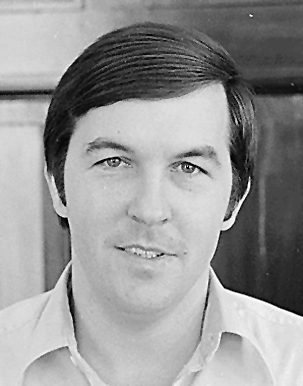
Hamilton Jordan.

En 1970 se unificaron los torneos de tenis, de esta forma nació el primer circuito de tenis, que más adelante se convirtió en el Grand Slam. En 1972 los tenistas crearon la Asociación de Tenistas Profesionales (ATP) con el objetivo de defender sus derechos. El 23 de agosto de 1973 la ATP publicó su primera clasificación, que sigue siendo utilizada actualmente en el tenis profesional.
Entre 1974 y 1989 el circuito estaba administrado por el Consejo del Tenis Masculino (MTC), formado por representantes de la Federación Internacional de Tenis (ITF), la ATP y los directores de torneo de todo el mundo. El MTC fue responsable de grandes avances y mejoras en el mundo del tenis.
En el Abierto de Estados Unidos de 1988, el director ejecutivo de la ATP Hamilton Jordan, acompañado por los mejores tenistas del momento, dio una famosa conferencia, que más tarde se conoció como la “conferencia de prensa en el estacionamiento”. En esa conferencia, la ATP presentó “Tenis en la Encrucijada”, trazó los problemas y oportunidades del tenis masculino. Una de las opciones disponibles para la ATP era la formación de un nuevo circuito, el ATP Tour. El nuevo circuito recibió el apoyo masivo de los tenistas, 85 de los 100 mejores tenistas apoyaron el nuevo circuito. En el otoño de 1988, 24 jugadores, incluyendo ocho de los diez primeros, firmaron sendos contratos para jugar el ATP Tour en 1990. En otoño de ese año, los directores de torneo que representaban a muchos de los eventos más importantes del mundo, expresaron su apoyo a los jugadores y se unieron a ellos en lo que se convirtió en una sociedad única en el deporte profesional.
En 2008, la ATP anunció varios cambios para el 2009. El más notable fue que se duplicó el sistema de puntuación, incluyendo los Grand Slams, que pasarían de los 1000 puntos a los 2000 puntos para el ganador. Si no se jugara un torneo, se restarían los puntos ganados en el mismo torneo el año pasado. Además, las finales de la ATP, que hasta entonces se jugaban en Shanghái, pasarían a jugarse en Londres.

## Salón de la fama
En 1954, Van Alen fundó el Salón de la Fama del Tenis Internacional, un museo sin fines de lucro en Newport (Rhode Island, Estados Unidos). El edificio contiene una gran colección de recuerdos de tenis, así como un salón de la fama en honor a miembros prominentes y jugadores de tenis de todo el mundo. Cada año se realiza en sus instalaciones un torneo sobre césped y una ceremonia de consagración en honor a nuevos miembros del Salón de la Fama.